# Johann Kredel (Politiker)
Johann Peter Kredel (* 5. November 1856 in Airlenbach; † 18. Juli 1920 ebenda) war ein hessischer Gutsbesitzer und Politiker (NLP) und Abgeordneter der 2. Kammer der Landstände des Großherzogtums Hessen.
Johann Kredel war der Sohn des Gutsbesitzers Johann Wilhelm Kredel und dessen Ehefrau Katharina Elisabethe, geborene Schäfer. Kredel, der evangelischen Glaubens war, war Gutsbesitzer in Airlenbach und heiratete Katharina geborene Scheuermann.
Von 1908 bis zur Novemberrevolution 1918 gehörte er der Zweiten Kammer der Landstände an. Er wurde für den Wahlbezirk Starkenburg 1/Beerfelden-Hirschhorn-Wimpfen gewählt. Sein Vorgänger im Landtag war Heinrich Breimer. Er war daneben 1892 Bürgermeister in Airlenbach.